# Jeremy Menuhin
Jeremy Louis Eugene Menuhin (San Francisco, 2 november 1951) is een Brits pianist.

## Levensloop
Jeremy Menuhin is de vierde zoon van violist Yehudi Menuhin (1916-1999) en de tweede van Diana Gould (1912-2003). Hij is de jongere broer van Gerard Menuhin (°1948).
Hij liep school in Eton College en beschreef zijn schooltijd als economically privileged but emotionally grotesque, zijn vader als cold and detached en zijn moeder als domineering and volatile.
Daar waar zijn vader op zeer jonge leeftijd tot musiceren werd aangespoord, was er niemand die Jeremy in dezelfde zin aanspoorde. Hij was nochtans zelf geïnteresseerd, liet zich begeleiden en opleiden, en wekte de belangstelling van zijn vader op toen bleek dat hij talent had. Jeremy studeerde in Parijs bij Nadia Boulanger (compositie), in Israël bij Mindru Katz (piano) en in Wenen bij Hans Swarowsky (dirigeren).
Hij debuteerde met een publiek optreden in Londen toen hij vijftien was, samen met het London Philharmonic Orchestra. Hetzelfde jaar speelde hij op het Menuhin Festival in Gstaad en verwierf internationale bekendheid, met een eerste optreden in de Verenigde Staten in 1970.
In 1974 werd zijn carrière gedurende anderhalf jaar onderbroken door een verwrongen spierpees. Hij genas hiervan en won in 1984 het pianoconcours Young Concert Artists in New York in 1984. Hij begon toen aan tournees doorheen de Verenigde Staten.
In de loop van zijn carrière heeft hij gespeeld met onder meer de Berlin Philharmonic, de Royal Philharmonic, het English Chamber Orchestra, de Vienna Philharmonic, de Berlin Radio, de St. Petersburg Philharmonic, de Washington National Symphony, het Orchestre National de France, de Los Angeles Philharmonic, de Houston Symphony, de Sinfonia Varsovia, het Orchestre Philharmonique de la Radio, het Belgisch Nationaal Orkest, het National Orchestra of Rumania, de Budapest Philharmonic, het Stuttgart Chamber Orchestra, het Nederlands Kamerorkest, het Salzburg Mozarteum en het Zürich Chamber Orchestra. 
Hij vertolkte de pianopartij van de sonates voor viool van Béla Bartók samen met zijn vader en voor de platenopname hiervan ontvingen ze de Grand prix du Disque.

## Privé
Hij trouwde in 1983 met Brigid Gabriel Forbes-Sempill (°1945), dochter van William Forbes-Sempill, 19de Lord Sempill en zijn tweede vrouw Cecilia Alice Dunbar-Kilburn (1920-1984). Het echtpaar kreeg twee kinderen, Nadja Cecilia Menuhin (°1985) en Petroc Forbes Menuhin (°1988).
In 2007 trouwde hij met de Zuid-Koreaanse pianiste Mookie Lee, met wie hij een dochter heeft, Anouk Chiara Sumi Menuhin (°2008).